# 羅切
羅切（らせつ）とは、人間の男性の外部生殖器を切断すること。日本において「羅切」という場合は、陰茎のみ切断する場合と、陰茎と陰嚢を同時に切断する場合に使用し、睾丸のみ摘出する狭義の去勢は含まない。

## 語源
日本の仏教の隠語で男性器あるいは陰茎のことを、修行の妨げになるという意味で、インドの悪魔「マーラ」に由来する「魔羅」という隠語で呼んだことから、その魔羅を切断するという意味で「羅切」と呼ばれるようになった。
なお、東映映画『武士道残酷物語』およびその原作の南條範夫作『被虐の系譜』において、羅切を「らぎり」と読んでいることから、「らぎり」という読みが使われることもあるが、古典的資料のふりがなで「らぎり」としたものは知られておらず、基本的に誤用である。

## 実例

### 日本
日本において本来の意味である、仏教の修行での実行例として伝わっているものは少ないが、江戸時代中期の「誹風柳多留」の中の川柳に、「禅坊主、羅切してから、無一物」という作品があり、一部では行われていたことがわかる。
江戸時代の僧侶了翁道覚は、1662年（寛文2年）33歳のときに、性欲の迷いを断つために自ら小刀で羅切を行った。その後、2年ほど傷口が治癒せず苦しんだが、自分の治療用に自ら調合した薬を、「錦袋円」と名づけて売り出したところ、江戸名物になったと言われている。
また、平安時代の宇治拾遺物語巻一・第六・「中納言師時が法師の男根をあらためた事」（原文は「中納言師時法師の玉莖撿知事」）のなかに、修行のために陰茎を羅切したように見せ掛けて寺を訪れたが、偽者と見破られる「偽羅切僧」の話があり、僧侶の羅切という行為が必ずしも珍しくなかったことが推測される。また、この記述から、当時の羅切は、陰茎のみ切断し、陰嚢と睾丸は残されていたことが分かる。
浄土宗の僧遵西は後鳥羽上皇の女房たちが、遵西達に感化されて出奔同然に出家した件等で罪に問われ、羅切の上、弟子とともに斬首刑に処せられた

### ヨーロッパ
キリスト教系宗教における、このような宗教的動機にもとづく性器切断の例としては、去勢派教徒の組織的な自己去勢の例、ビザンチン帝国における聖職者宦官と宦官修道院の存在、アレクサンドリアの教父オリゲネスの自己去勢の例などがある。またキリスト教以前の地中海世界ではキュベレ教徒により行われた。

## 他の男子去勢
- 宦官は、主人の妻妾と性交に及ぶことがないよう、使役者の都合のため去勢された使用人である。
- 宮刑は、刑罰としての性器切断である。
- カストラートは、成人男性に高音で歌唱させるため、第二次性徴にともなう声変わりを回避すべく児童期に去勢された男性である。
- 現代では性同一性障害の治療の一環として、本人の強い希望に基づき行われることがある（性別適合手術）。